# Epicladonia stenospora
Epicladonia stenospora is een korstmosparasiet die behoort tot de onderorde Leotiomycetidae. Hij komt voor op Cladonia.

## Kenmerken
De conidiomata hebben een diameter hebben van 40-130 µm. Ze zijn eerst ondergedompeld en steken later gedeeltelijk uit. De wand hiervan heeft bruine pigmenten. Er zijn geen annellaties van conidiogene cellen waargenomen. De conidia (ongeslachtelijke sporen) zijn helder, smal ellipsoïde, langwerpig of iets smal ovaal, soms wat onregelmatig van vorm, bijvoorbeeld ingesnoerd in het midden, soms iets toelopend naar beneden, met een afgeronde of soms licht spitse top en een smal afgeknotte basis. De conidia van de neotype zijn 9-10 × 3,5-4 µm groot en (0-1)-septaat.

## Verspreiding
Epicladonia stenospora komt voor op het noordelijk halfrond. In Nederland komt het zeer zeldzaam voor.